# 1974 en Algérie
Chronologie de l’Algérie
- 1970
- 1971
- 1972
- 1973
- 1974
- 1975
- 1976
- 1977
- 1978

Cet article présente les faits marquants de l'année 1974 en Algérie ou relatifs à l'Algérie; datation selon le calendrier grégorien.

## Événements
- 7-9 janvier : les dix-neuf membres de l’OPEP réunis à Genève décident le gel des prix du pétrole jusqu’au 1er avril[1]. L’Arabie saoudite est disposé à une réduction des prix du brut mais se heurte à l’opposition de l’Algérie, de l’Irak et de l’Iran.
- 13-14 février : réunion à Alger des chefs d’État d’Algérie, d’Arabie saoudite, d’Égypte et de Syrie. Le 14 ils publient un communiqué qui réaffirme les décisions du VIe sommet de la Ligue arabe de 1973. Les ministres des Affaires étrangères d’Égypte et d’Arabie saoudite, Ismaïl Fahmi et Omar Sakkaf, sont dépêchés à Washington auprès d’Henry Kissinger et du président Nixon (15-19 février)[2]. L’Arabie saoudite conditionne la fin de l’embargo à un désengagement d’Israël du Golan[3]. Israël refuse un retrait total et les tensions reprennent sur le Golan.
- 26 août : accord signé à Alger sur l’indépendance de la Guinée-Bissau et des îles du Cap-Vert[4]. Le 10 septembre, le Portugal reconnaît officiellement l’indépendance à la Guinée-Bissau proclamée unilatéralement le 24 septembre 1973[5].
- 26-29 octobre : 7e sommet arabe tenu à Rabat. Le président algérien Boumédiène déclare accepter l’accord conclu entre le roi Hassan II du Maroc et le président mauritanien Moktar Ould Daddah pour le partage du Sahara occidental[6][réf. à confirmer].

## Sports

### Basket-ball
- Coupe d'Algérie de basket-ball 1973-1974
- Coupe d'Algérie de basket-ball 1974-1975

### Football
- Équipe d'Algérie de football en 1974
- Coupe du Maghreb des clubs champions 1973-1974
- Coupe du Maghreb des clubs champions 1974-1975
- Coupe du Maghreb des vainqueurs de coupe 1973-1974
- Coupe du Maghreb des vainqueurs de coupe 1974-1975
- Championnat d'Algérie de football 1973-1974
- Championnat d'Algérie de football 1974-1975
- Championnat d'Algérie de football de deuxième division 1973-1974
- Championnat d'Algérie de football de deuxième division 1974-1975
- Coupe d'Algérie de football 1973-1974
- Coupe d'Algérie de football 1974-1975
- Saison 1973-1974 du MC Alger
- Saison 1974-1975 du MC Alger
- Saison 1974-1975 du MO Constantine
- Saison 1973-1974 de l'USM Blida
- Saison 1974-1975 de l'USM Blida

## Culture

### Cinéma
- L'Évasion de Hassan Terro, film algérien réalisé par Mustapha Badie en 1974.
- Zone interdite, film algérien réalisé par Ahmed Lallem et sorti en 1974.

## Naissances en 1974
- Naissance en Algérie en 1974

## Décès en 1974
- Décès en Algérie en 1974